# Written in Waters
Written in Waters är det norska black metal-bandet Ved Buens Endes debutalbum, utgivet 1995 av skivbolaget Misanthropy Records.

## Låtlista
1. "I Sang for the Swans" – 7:01
2. "You, That May Wither" – 4:54
3. "It's Magic" – 5:25
4. "Den saakaldte" – 8:49
5. "Carrier of Wounds" – 7:40
6. "Coiled in Wings" – 7:04
7. "Autumn Leaves" – 5:07
8. "Remembrance of Things Past" – 8:54
9. "To Swarm Deserted Away" – 2:14

- Text: Carl-Michael Eide (spår 1–3, 5–9), Vicotnik (spår 4)
- Musik: Ved Buens Ende

## Medverkande
Musiker (Ved Buens Ende-medlemmar)
- Carl-Michael Eide – trummor, sång
- Vicotnik (Yusaf Parvez) – gitarr, sång
- Skoll (Hugh Stephen James Mingay) – basgitarr, keyboard

Bidragande musiker
- Lill Kathrine Stensrud – sång

Produktion
- Ved Buens Ende – producent
- Pål (Pål Espen Johannessen) – ljudtekniker, ljudmix
- Lise (Lise Myhre) – omslagskonst